# Krystalhealing
|  | Spekulativ artikel Bemærk at denne artikel er præget af spekulationer og bør omskrives, så fakta er understøttet af verificerbare kilder. |

Krystalhealing er en pseudovidenskabelig alternativ praksis, hvor man anvender krystallernes energi til at skabe balance i de forskellige chakra-områder i kroppen.
Krystalhealing er ikke et nyt fænomen, men et redskab, der har været anvendt i tusinder af år og benyttes i dag af mange spirituelle healere til at balancere energierne. Krystallerne siges at have deres egen frekvens som kan støtte op om hver chakra som "låner" lidt af den energi krystallen kommer med.

## Krystallernes historie
Krystallerne har været undervejs i mange tusinder og endda hundredetusinder af år. Fx er kvarts bygget langsomt op af silicium og oxygen, tryk og varme.
Krystalhealing nævnes allerede af Plato i hans udlægning af Atlantis. Her nævner han blandt andet indbyggernes evne til at anvende krystaller til at læse og overføre tanker. Derudover har krystallerne været brugt i magiske formularer af Sumerne (4500-2000 fvt) og som smykker og amuletter i oldtidens ægypten og Grækenland. Helt tilbage til 400 fvt. har krystallerne været beskrevet som havende forskellige healende kræfter, der hver især kan bringe beskyttelse på forskellige måder ved at bære dem som talismaner eller amuletter.

## Krystallernes betydning
De forskellige krystallers betydning kommer bl.a fra fortidens betydninger, vestlig esoterisme, new age, ayuverdisk medicin og fra native indians. Fx bringer rosenkvarts kærlige energier imens bjergkrystal fx bærer på healende evner. og ametyst bringer støtte i at finde ro.

## Hvordan bruger man krystaller?
Mange bruger krystaller ved at meditere med dem eller bære dem som smykker. Andre har krystallerne stående ved deres seng, arbejdsplads eller går med en lommesten i deres taske.

## Virker krystalhealing?
Krystalhealing siges at virke pga placeboeffekten, imens andre tror fast på krystallernes evner. Der er endnu ikke belæg for, at krystalhealing virker.